# 布朗布朗
布朗布朗（法語：Bremblens）是瑞士联邦西部法语区的沃州下设的一个镇。在行政上属于莫尔日区管辖。布朗布朗的总面积为2.90平方公里。截至2007年，总人口为428。

## 地理
东北以沃诺日河（la Venoge）为界。